# Lion Books
Lion Books (яп. ライオンブックス Риаон буккусу) — манга Осаму Тэдзуки, с августа 1956 по июль 1957 года выходившая в журнале для юношей (сёнэн) Omoshiro Book. В 1970-х годах в журнале Shonen Jump была напечатана вторая часть — Lion Books II. Аниме, снятое по мотивам этой манги, состояло из шести частей, причём только две серии базировались непосредственно на сюжете Lion Books. Первая, «Зелёная кошка», вышла в 1983 году и стала одной из первых попыток создания аниме в формате OVA (хотя не является OVA). Вторая, «Адатигахара» — единственная часть аниме, показанная на широком экране. Большинство остальных никак не связаны с мангой, но их режиссёром является Осаму Тэдзука. Последняя сделана сыном режиссёра — Макото Тэдзукой.

## Аниме
| № | Аниме | Дата выхода |
| - | --- | ----------- |
| 1 | «Зелёная кошка» (яп. 緑の猫 Мидори но нэко, Midori no Neko)                                              | 1983        |
| 2 | «Дождевой мальчик» (яп. 雨ふり小僧 Амэфури кодзо:, Amefuri Kozou, Rain Boy)                              | 1983        |
| 3 | «Полеты на ветру» (яп. るんは風の中 Рун ва кадзэ но нака, Run wa kaze no naka, Lunn Flies into the Wind) | 1985        |
| 4 | «Возвращение Яматаро» (яп. 山太郎かえる Яматаро каэру, Yamataro kaeru, Yamataro Comes Back)              | 1986        |
| 5 | «Адатигахара» (яп. 安達が原 Adachi-ga Hara)                                                              | 1991        |
| 6 | «Акуэмон» (яп. 悪右衛門 Akuemon)                                                                         | 1993        |